# Билинский, Вацлав
Вацлав Билинский (пол. Wacław Biliński; 17 января 1921, Львов — 1 апреля 1999, Лодзь) — польский прозаик и сценарист.

## Биография
Вацлав Билинский родился во Львове, где окончил гимназию. В 1930 году мать писателя написала Юзефу Пилсудскому открытое письмо с критикой его политических движений. В результате этого семья Билинских была вынуждена переехать в Збараж. Там, в 1940—1944 годах Вацлав Билинский работал каменщиком, лесорубом и бухгалтером. С февраля 1944 года по 1946 служил в польской армии. Окончив офицерское артиллерийское училище в Рязани и Хелме, участвовал в штурме Берлина. В 1946 году поселился в Лодзи. В 1951 году дебютировал как автор радио-шоу. Он был многолетним руководителем литературной группы «Профиль». В 1953—1954 годах был редактором на киностудии, в 1954—1963 годах работал в литературной редакции Лодзинской радиостанции Польского радио. В конце 1963 года стал главным редактором социо-культурного еженедельника «Звуки» (пол. Odgłosy).
Вацлав Билинский был разносторонней личностью и помимо литературы и кино увлекался фотографией (цикл документальных фотографий «Система, которую я знаю», 1962) и живописью.

## Особенности литературного творчества
Опыт и судьба людей на войне занимают в творчестве Билинского очень важное место, но сама война выступает, скорее, как испытание характеров героев, импульс к нравственной рефлексии и анализ состояний человека в экстремальных ситуациях. Герои Билинского борются не только с врагом, но и с самим собой, с собственной слабостью. Писатель стремится показать возможности преодоления любых военных осложнений, пытается уловить ту особую минуту, с которой человек начинает постепенно возвращается к нормальной жизни, тот момент, когда жизнь побеждает войну.
И хотя военные повести занимают центральное место в творчестве Вацлава Билинского, тема войны является не единственной в его прозе. Многие романы Билинского посвящены современным социальным, нравственным и политическим конфликтам, а также значение имеют его исторические романы: «Дело в Марселе» (Sprawa w Marsylii, 1983 г.), повествующий о неизвестных сведениях из жизни Джозефа Конрада, и «Губная помада от Hawurassa» (Pomadka od Hawurassa, 1986 г.), рассказывающий о событиях 1936 года во Львове.

## Произведения

### Военные повести
- Szósta bateria (Шестая батарея, 1953 г., 1954 г.)
- Bój (Бойтесь, 1954 г., 1964 г., 1972 г.)
- Lato po wojnie (Лето после войны, 1960 г., 1954 г., 1977 г., 1985 г.)
- Nagrody i odznaczenia (Награды и премии, 1968 г., 1975 г.)
- Los i łut szczęścia (Судьба и удача, 1971 г., 1976 г.)
- Wrócić do siebie (Вернуться к себе, 1977 г.)
- Koniec wakacji (Конец каникулам, 1984)

### Романы
- Wypadek (Несчастный случай, 1976 г., 1979 г.)
- Ikony (Иконки, 1978 г.)
- Widoki o zmierzchu (Вид в сумерках, 1980 г.)
- Wyjaśnienie (Объяснение, 1984 г.)

### Исторические романы
- Sprawa w Marsylii (Дело в Марселе, 1983 г.)
- Pomadka od Hawurassa (Губная помада от Hawurassa, 1986 г.)

## Издания на русском языке
- Билинский В. Конец каникулам // Иностр. лит. — 1983. № 3, 4.
- Билинский В. Конец каникулам. М, Радуга, 1984
- Современные польские повести (сборник). М., Художественная литература, 1986.
- Билинский В. Шестая батарея. М., Воениздат, 1987.

## Награды
- 1968 год — Награда Министра Культуры и Искусства III степени за роман «Премии и награды»;
- 1969 год — Награда Министра Обороны за «Премии и награды»;
- 1970 год — приз команде III степени Министра Обороны за фильм «Рай на земле»;
- 1977 год — приз CRZZ;
- 1979 год — награда Министра Обороны II степени;
- 1985 год — награда Министра Культуры и Искусства II степени.